# マドレーヌ・ピーターズ
マドレーヌ・ピーターズ（Madeleine Peters、1996年3月30日 - ) は、カナダの女優と歌手。

## 出演作品
- マイリトルポニー〜トモダチは魔法〜 - スクータルー
  - マイリトルポニー: ポニーライフ
- マーサー・スピクス - ヘレン・ロレイン